# ساختمان بایگانی ملی (ایالات متحده آمریکا)
ساختمان بایگانی ملی (انگلیسی: National Archives Building) ساختمان آرشیو ملی در واشینگتن دی سی واقع شده‌است و دارای با ارزش‌ترین اسناد دولت ایالات متحده است. این ساختمان توسط معمار  راسل پوپ به سبک نئوکلاسیک طراحی شد و ساخت آن در سال ۱۹۳۵ به پایان رسید. همچنین میلیون‌ها سند، عکس، نقشه و فیلم دیگر مربوط به تاریخ آمریکا را در خود جای داده‌است. این ساختمان برای تحقیق و مشاهده برای عموم باز است.